# 미야우치정 (야마가타현)
미야우치정(宮内町)은 야마가타현 히가시오키타마군에 있던 정이다. 현재의 난요시 북부에 해당한다.

## 역사
- 1889년 4월 1일 - 정촌제 시행에 의해 미야우치촌을 근세 이후부터 단독으로 지자체를 형성하였다 .
- 1955년 2월 1일 - 우루시야마촌, 요시노촌, 가네야마촌과 합병해 새로운 미야우치정이 성립하였다.
- 1967년 4월 1일 - 아카유정, 와고촌과 합병해 난요시가 성립. 동일 미야우치정이 폐지되었다.

## 교통

### 철도
- 일본국유철도 나가이선 (현:야마가타 철도 플라워 나가이선)

### 도로
- 오구니 가도 (현:국도 113호선)

## 참고문헌
- 角川日本地名大辞典 6 山形県